# ザスラーウエ
ザスラーウエ（ベラルーシ語: Засла́ўе）はベラルーシ・ミンスク州の市である。中世においてはイジャスラヴリと呼ばれていた。人口は2011年1月1日の時点で14,294人。

## 地理
ミンスク市から北西に12kmの距離にある。シヴィスラチ川に面し、川とザスラーウエ貯水池（ミンスク海）(be)との合流点に近接する。市内のベラルーシ駅(ru)からは南東のミンスク市、北西のマラジェーチュナ市(en)への鉄道路線が引かれている。

## 歴史
ザスラーウエは10世紀末にキエフ大公ウラジーミル1世によって建設され、彼の妻のログネダと息子のイジャスラフが据え置かれた。街の名は、イジャスラフに敬意を表して「イジャスラヴリ」と名づけられた。イジャスラヴリが年代記において最初に言及されるのは、1125年 - 1128年のムスチスラフ1世のポロツクへの遠征の記述においてである。この遠征の過程で街は荒廃させられた。また、1159年のフセスラフの子孫たちによるポロツク公国の内戦の際には略奪を受けた。このころの街は要塞化され、イジャスラヴリ公国の首都となっていた。
1159年以降の2世紀の間は、ほとんど年代記の上に記述がないが、発掘調査によって、13世紀半ばに大規模な火災があったことがわかっている。14世紀には、街はリトアニア大公国に組み込まれた。この時に、リトアニア語によってザスラーウエと名づけられた。ザスラーウエは1345年にケーストゥティスに与えられた。1433年にはシュヴィトリガイラに占領されて焼き払われた。1539年からはリトアニアのグレボヴィチ家(ru)の所領となった。その初代所有者のヤン・ユーリエヴィチ(ru)はリトアニア大公国の宰相だった。彼の子のヤン・ヤノヴィチ・グレボヴィチは(ru)はザスラーウエにプロテスタントの協会を設立し、教会を建設した。教会は17世紀にカトリックに譲られ、ミカエルのコスチョール(ru)に改宗された。また、街は1678年からサピィエーハ家(en)の所領となった。
1793年、帝政ロシアに組み込まれた。1810年には街には50世帯が住んでいた。1917年11月、労働者と兵士の代表者の評議会（＝ソビエト）が創設され、ソビエトの政治機構が設置された。1941年6月にナチス・ドイツ軍に占領され、1944年7月に解放された。1924年 - 1959年の間、ザスラーウエは白ロシア・ソビエト社会主義共和国のザスラーウエ地区の中心地であり、1959年に同国のミンスク地区の都市型集落に、1985年には市に昇格し、現在に至っている。

## 都市区画
ザスラーウエの都市計画は3つの部門（歴史と考古学の保護区の大部分が位置する歴史的地区、居住地区、工業地区）と小地区に分かれている。

## 観光
- ザスラーウエ城(be)：土塁、城門、キリスト変容教会、石造りの十字架がある。
- 民族誌学博物館：博物館と蒸気による製粉所、納屋などの建物がある。
- 聖母マリア生誕カスチョール(be)
- ザスラーウエ保護区博物館[8]